# Diocesi di Siedra
La diocesi di Siedra (in latino Dioecesis Syedrensis) è una sede soppressa del patriarcato di Costantinopoli e una sede titolare della Chiesa cattolica.

## Storia
Siedra, identificabile con Sedra nell'odierna Turchia, è un'antica sede episcopale della provincia romana della Panfilia Prima nella diocesi civile di Asia. Faceva parte del patriarcato di Costantinopoli ed era suffraganea dell'arcidiocesi di Side.
La diocesi è documentata nelle Notitiae Episcopatuum del patriarcato di Costantinopoli fino al XII secolo.
Sono quattro i vescovi attribuiti a questa diocesi. Nestore prese parte al primo concilio ecumenico celebrato a Nicea nel 325, mentre Gaio intervenne al concilio di Calcedonia nel 451. In questi due concili i vescovi di Siedra sottoscrivono i documenti conciliari assieme ai loro colleghi della provincia di Isauria; durante il concilio di Calcedonia o poco dopo la diocesi passò alla provincia ecclesiastica di Side in Panfilia.
Stratonico prese parte al sinodo di Costantinopoli riunito nel 536 dal patriarca Mena e sottoscrisse il 4 giugno la condanna di Severo di Antiochia, di Pietro di Apamea e del monaco Zoora. Infine Giorgio era presente al concilio detto in Trullo del 692.
A questi vescovi Michel Le Quien aggiunge il nome di Seleuco, destinatario di alcuni scritti di Anfilochio di Iconio. Seleuco tuttavia non era un ecclesiastico, ma nipote di Olimpia, nobildonna che Anfilochio aveva l'abitudine di frequentare nei suoi soggiorni a Costantinopoli.
Dal 1933 Siedra è annoverata tra le sedi vescovili titolari della Chiesa cattolica; la sede è vacante dal 22 luglio 1960.

## Cronotassi

### Vescovi greci
- Nestore † (menzionato nel 325)
- Gaio † (menzionato nel 451)
- Stratonico † (menzionato nel 536)
- Giorgio † (menzionato nel 692)

### Vescovi titolari
- John Baptist Rosenthal, S.A.C. † (9 aprile 1948 - 11 gennaio 1951 nominato vescovo di Queenstown)
- Francisco Javier Nuño y Guerrero † (10 luglio 1951 - 5 dicembre 1951 succeduto vescovo di Zacatecas)
- Friedrich Osterrath, O.S.B. † (14 novembre 1956 - 22 luglio 1960 deceduto)